# Donje Međimurje
Donje Međimurje este o arie protejată (sit de importanță comunitară — SCI) din Croația întinsă pe o suprafață de 218,88 ha, integral pe uscat.

## Localizare
Centrul sitului Donje Međimurje este situat la coordonatele 46°24′14″N 16°40′31″E / 46.403899°N 16.675299°E.

## Înființare
Situl Donje Međimurje a fost declarat sit de importanță comunitară în iulie 2013 pentru a proteja 2 specii de animale.

## Biodiversitate
Situată în ecoregiunea continentală, aria protejată conține 1 habitat natural: Fânețe de joasă altitudine (Alopecurus pratensis, Sanguisorba officinalis).
La baza desemnării sitului se află mai multe specii protejate de  nevertebrate (2): Phengaris nausithous, Phengaris teleius.
Pe lângă speciile protejate, pe teritoriul sitului au mai fost identificate 1 specie de plante.